# 21 octobre
Pour les articles homonymes, voir Vingt-et-Un-Octobre.
21 septembre 21 novembre
Chronologies thématiques
- Croisades
- Ferroviaires
- Sports
- Disney
- Anarchisme
- Catholicisme

Abréviations / Voir aussi
- (° 1852) = né en 1852
- († 1885) = mort en 1885
- a.s. = calendrier julien
- n.s. = calendrier grégorien
- Calendrier
- Calendrier perpétuel
- Liste de calendriers
- Naissances du jour

Le 21 octobre est le 294e jour de l'année du calendrier grégorien, le 295e en cas d'année bissextile. Il reste 71 jours avant la fin de l'année.
C'était généralement l'équivalent du 30 vendémiaire et dernier jour de ce mois du calendrier républicain ou révolutionnaire français, officiellement dénommé jour du tonneau (période entre vendanges et préparation en tonneaux de crûs de premiers vins primeurs).

## Événements

### XIesiècle
- 1096 : massacre de la croisade populaire à Civitot.
- 1097 : début du siège d'Antioche, au terme duquel — le 2 juin 1098 — les croisés prendront la ville.

### XIVesiècle
- 1392 : Go-Kameyama abdique, en faveur de Go-Komatsu.

### XVIesiècle
- 1520 : découverte européenne de Saint-Pierre-et-Miquelon, par João Álvares Fagundes.
- 1600 : bataille de Sekigahara, victoire des Tokugawa, marquant la fin de l'époque Sengoku, et le début de l'époque d'Edo.

### XVIIesiècle
- 1639 : bataille des Downs, pendant la guerre de Quatre-Vingts Ans. La flotte hollandaise, commandée par l'amiral Maarten Tromp, y remporte une victoire décisive sur les Espagnols, commandés par l'amiral Antonio de Oquendo.

### XVIIIesiècle
- 1792 : prise de Mayence par les troupes françaises de Custine.
- 1798 : combat de Saint-Nicolas, pendant la guerre des Paysans.

### XIXesiècle
- 1805 : bataille de Trafalgar, grande bataille navale au cours de laquelle triomphe la flotte britannique d’Horatio Nelson, ce dernier mourant au cours de l’affrontement. Cette bataille marqua durablement la supériorité des Britanniques sur les mers.
- 1866 : rattachement de la Vénétie au royaume d'Italie par plébiscite, après la troisième guerre d'Indépendance italienne.
- 1888 : fondation du Parti socialiste suisse.

### XXesiècle
- 1911 : Mariage de l'archiduc Charles d'Autriche, futur empereur et roi et de la princesse Zita de Bourbon-Parme. Le dernier souverain Austro-hongrois sera béatifié en 2004. Sa fête et fixée non pas au jour de sa "montée au Ciel" mais au jour de son mariage.
- 1917 : les premières troupes américaines partent pour le front européen aux côtés des Alliés, à la suite de la déclaration de guerre du Congrès américain du 6 avril (Première Guerre mondiale).
- 1931 : incident d'octobre, au Japon.
- 1938 : l'Allemagne nazie annexe la région des Sudètes, à la suite des accords de Munich.
- 1944, Seconde Guerre mondiale : 
  - Yoshiyasu Kuno lance la première attaque kamikaze, mais échoue.
  - fin de la bataille d'Aix-la-Chapelle en Allemagne.
- 1945 : élections constituantes françaises.
- 1967 : manifestation du Pentagone.
- 1969 :
  - Willy Brandt devient chancelier de l'Allemagne fédérale.
  - coup d'État en Somalie.
- 1986 : 
  - les Îles Marshall accèdent à l'indépendance.
  - l'entrée en vigueur de la Charte africaine des droits de l'homme et des peuples.
- 1994 : accord de non-prolifération nucléaire, entre les États-Unis et la Corée du Nord[1],[2].

### XXIesiècle
- 2019 : au Canada, les élections fédérales ont lieu, afin d'élire les députés de la 43e législature de la Chambre des communes du Canada[3]. Le Parti libéral du Premier ministre Justin Trudeau perd sa majorité absolue, et forme le gouvernement suivant, minoritaire selon les projections de plusieurs observateurs d'alors[4].

## Arts, culture et religion
- 1680 : inauguration de l'institution culturelle de la Comédie-Française .
- 2012 : canonisation de Kateri Tekakwitha par Benoit XVI.
- 2015 : date fictivement atteinte, à 16 h 29, puis dépassée, dans l'histoire imaginée du film Retour vers le futur 2 (1989), alors située dans le futur de sa trame, qui commence 30 ans plus tôt, en 1985.

## Sciences et techniques
- 2001 : la Française Claudie Haigneré André-Deshayes est la première Européenne à rejoindre la station spatiale Logo de la COP 16. internationale, depuis Baïkonour et un vaisseau Soyouz après un premier vol naguère vers la station Mir[5].
- 2024 : ouverture à Cali en Colombie, de la COP 16 (logo)[6].

## Économie et société
- 2013 : un attentat-suicide, dans un autobus à Volgograd, dans le sud de la Russie, fait sept morts, et blesse trente-sept autres personnes.
- 2016 : déraillement d'un train à Éséka, au Cameroun, provoquant la mort d'au moins 55 passagers et 600 blessés.

## Naissances

### XVIesiècle
- 1527 : Louis de Lorraine-Guise, prélat français († 29 mars 1578).
- 1581 : le Dominiquin (Domenico Zampieri dit), peintre italien († 16 avril 1641).

### XVIIesiècle
- 1650 : Jean Bart, corsaire français († 27 avril 1702).
- 1675 : Higashiyama, empereur du Japon († 16 janvier 1710).

### XVIIIesiècle
- 1741 : Johann Jakob Hess, théologien protestant suisse († 29 mai 1828).
- 1755 : Antoine Chrysostome Quatremère de Quincy, archéologue, homme de lettres et homme politique français († 28 décembre 1849).
- 1757 : Charles Pierre François Augereau, militaire français († 12 juin 1816).
- 1760 : Katsushika Hokusai (葛飾 北斎), peintre japonais († 10 mai 1849)
- 1761 : Louis Albert Guislain Bacler d'Albe, militaire français († 12 septembre 1824).
- 1772 : 
  - Samuel Taylor Coleridge, écrivain britannique († 25 juillet 1834).
  - Claude Fauriel, historien et linguiste français († 15 juillet 1844).
- 1785 : Benoît De Cauwer, peintre belge († 31 juillet 1820).
- 1786 : Louis Isidore Duperrey, officier de marine français († 25 août 1865).
- 1790 : Alphonse de Lamartine, poète et homme politique français († 28 février 1869).

### XIXesiècle
- 1830 : Georg von Dollmann, architecte allemand († 31 mars 1895).
- 1833 : Alfred Nobel, chimiste et industriel suédois († 10 décembre 1896).
- 1846 : Edmondo De Amicis, écrivain, journaliste et pédagogue italien († 11 mars 1908).
- 1855 : Mikael Heggelund Foslie, botaniste et phycologue norvégien († 9 novembre 1909).
- 1866 : Lucien Cuénot, biologiste et généticien français († 7 janvier 1951).
- 1874 : Henri Guisan, militaire suisse  († 7 avril 1960).
- 1886 : Eugene Ely, aviateur américain († 19 octobre 1911).
- 1891 : 
  - Éric de Bisschop, navigateur français († 30 août 1958).
  - Ted Shawn, danseur américain († 9 janvier 1972).
- 1895 : Edna Purviance, actrice américaine († 13 janvier 1958).

### XXesiècle
- 1906 : 
  - Ernesto Civardi, prélat italien († 28 novembre 1989).
  - Lillian Gertrud Asplund, citoyenne américaine, une des dernières survivantes du naufrage du Titanic († 6 mai 2006).
- 1908 : Pierre Dux (Alex Martin dit), metteur en scène et acteur français († 1er décembre 1990).
- 1911 : Mary Blair, dessinatrice américaine († 26 juillet 1978).
- 1912 : Georg Solti, chef d'orchestre d'origine hongroise naturalisé britannique († 5 septembre 1997).
- 1914 : Casimir Świątek, prélat biélorusse († 21 juillet 2011).
- 1917 : Dizzy Gillespie (John Birks Gillespie dit), trompettiste, compositeur et chef d’orchestre de jazz américain († 6 janvier 1993).
- 1918 : Éliane Victor, journaliste française, pionnière à la télévision comme productrice de nombreuses émissions consacrées à la vie des femmes, épouse de Paul-Émile Victor et mère de Jean-Christophe Victor prédécédé († 7 mars 2017).
- 1921 : Ingrid van Houten-Groeneveld, astronome néerlandaise († 30 mars 2015).
- 1922 :
  - Liliane Bettencourt, femme d'affaires française († 21 septembre 2017).
  - Hone Tuwhare, poète néo-zélandais († 16 janvier 2008).
- 1925 : 
  - Celia Cruz (Úrsula Hilaria Celia Caridad de la Santísima Trinidad Cruz Alfonso dite), chanteuse cubaine († 16 juillet 2003).
  - Louis Robichaud, homme politique canadien, Premier ministre du Nouveau-Brunswick de 1960 à 1970 († 6 janvier 2005).
- 1927 :
  - Renato Ballardini, homme politique italien.
  - Georges Vallerey, nageur français († 4 octobre 1954).
  - Howard Zieff, réalisateur et producteur américain († 22 février 2009).
- 1928 : Edward Charles « Whitey » Ford, joueur de baseball américain († 8 octobre 2020).
- 1929 :
  - Pierre Bellemare, animateur et producteur français de radio et de télévision († 26 mai 2018).
  - Ursula Kroeber Le Guin, femme de lettres américaine († 22 janvier 2018).
- 1930 : Pascale Roberts, actrice française († 26 octobre 2019).
- 1931 :
  - Nicole Courcel (Nicole Marie Jeanne Andrieu dite), actrice française († 25 juin 2016).
  - Louis Dufaux, prélat français († 14 avril 2011).
- 1934 : Brian Kilrea, joueur et entraîneur canadien de hockey sur glace.
- 1936 : Mahi Khennane dit Mahi, footballeur franco-algérien.
- 1937 : Édith Scob (Edith Vladimirovna Scobeltzine dite), actrice française († 26 juin 2019).
- 1938 : Carl Brewer, hockeyeur sur glace canadien († 25 août 2001).
- 1939 : 
  - Jacques Blanc, homme politique français languedocien.
  - János Varga, lutteur hongrois, champion olympique.
- 1940 : Manfred Mann, musicien sud-africain, fondateur du groupe Manfred Mann.
- 1941 : Stephen Lee « Steve » Cropper, guitariste américain du groupe Booker T. and the M.G.'s.
- 1942 : 
  - Elvin Bishop, guitariste américain.
  - Lou Lamoriello, gestionnaire américain de hockey sur glace.
- 1943 : Tariq Ali, écrivain britannique.
- 1944 : Jean-Pierre Sauvage, chimiste français, prix Nobel de chimie 2016.
- 1945 : 
  - Nikita Mikhalkov (Никита Сергеевич Михалков), réalisateur russe.
  - Geoffrey Nice (en), avocat britannique spécialisé dans les droits de l'homme (procès Milosevic, enquêteur sur agissements anti-ouïghours de la Chine de 2021[7], etc.).
- 1946 : 
  - Michael W. Hansen, chanteur et humoriste dano-allemand († 15 mars 2011).
  - Dominique Moïsi, universitaire géopolitologue français et anglophone.
- 1949 : 
  - Michel Brière, hockeyeur professionnel québécois († 13 avril 1971).
  - Michael Edward « Mike » Keenan, entraîneur de hockey sur glace canadien.
  - Benyamin Netanyahou (בנימין נתניהו), homme politique israélien, premier ministre de 1996 à 1999, de 2009 à 2021, puis à partir de 2022.
- 1950 : Ronald E. McNair, astronaute américain († 28 janvier 1986).
- 1952 : Brent Mydland, claviériste américain du groupe Grateful Dead († 26 juillet 1990).
- 1953 : 
  - Charlotte Caffey, guitariste et compositrice américaine du groupe The Go-Go's.
  - Peter Mandelson, homme politique britannique.
- 1954 : Brian Tobin, homme politique canadien.
- 1956 : Carrie Fisher, actrice américaine († 27 décembre 2016).
- 1957 : Steven Luke « Steve » Lukather, musicien américain du groupe Toto.
- 1958 : Gaétan Soucy, écrivain et philosophe québécois († 9 juillet 2013).
- 1959 :
  - George Bell, joueur de baseball dominicain.
  - Tony Ganios, acteur américain.
  - Kevin Sheedy, footballeur irlandais.
  - Ken Watanabe (渡辺 謙), acteur japonais.
- 1962 : Sandro Cuomo, épéiste italien, champion olympique.
- 1963 : Tanguy Goasdoué, acteur français.
- 1968 : 
  - Lee Kang-sheng, acteur (personnage récurrent de Hsiao-kang) et réalisateur taïwanais.
  - Laurent Travers, joueur et entraîneur de rugby français.
- 1969 : Max (Franck Stanislas André Bargine dit), animateur de radio français.
- 1976 :
  - Jeremy Miller, acteur américain.
  - Andrew Scott, acteur irlandais.
  - Mélanie Turgeon, skieuse alpine québécoise.
  - Lavinia Miloșovici, gymnaste roumaine, double championne olympique.
- 1978 : Lee Sun-hee, taekwondoïste sud-coréenne, championne olympique.
- 1980 : Kimberly « Kim » Kardashian West, productrice, animatrice et actrice américaine de télé-réalité puis de produits dérivés.
- 1981 : Nemanja Vidic (Немања Видић), footballeur serbe.
- 1982 : 
  - Matthew Joseph « Matt » Dallas, acteur américain.
  - Matthieu Penchinat, comédien, clown, humoriste, acteur et metteur en scène français.
- 1983 :
  - Zack Greinke (Donald Zackary Greinke dit), joueur de baseball américain.
  - Marie Marguerite Vargas Santaella, héritière vénézuélienne, épouse du prince Louis de Bourbon.
- 1984 : Anouk Leblanc-Boucher, patineuse de vitesse québécoise.
- 1990 :
  - Ricky Rubio (Ricard Rubio Vives dit), basketteur espagnol.
  - Maxime Vachier-Lagrave, joueur d'échecs français.
- 1991 : Sébastien Vahaamahina, joueur de rugby français.
- 1992 : CutiePieMarzia (Marzia Bisognin dite), vidéaste web italienne.
- 1995 : Feriel Adjabi, escrimeuse algérienne.

## Décès

### XIIIesiècle
- 1221 : Alix de Thouars, duchesse de Bretagne de 1203 à 1221 (° 1201).

### XIVesiècle
- 1363 : Hugues Roger, prélat français (° 1293).

### XVesiècle
- 1422 : Charles VI, roi de France de 1380 à 1422 (° 3 décembre 1368).

### XVIesiècle
- 1556 : Pierre l'Arétin, écrivain italien (° 1492)

### XVIIIesiècle
- 1704 : Maria Antonia Scalera-Stellini, poétesse italienne (° 1634).
- 1733 : Johann Heinrich Mylius der Jüngere, juriste allemand (° 21 mars 1710).

### XIXesiècle
- 1805 : Horatio Nelson, militaire britannique (° 29 septembre 1758).
- 1833 : Pierre Chapt de Rastignac, militaire et homme politique français (° 7 juillet 1769).
- 1862 : 
  - Benjamin Collins Brodie, médecin britannique (° 9 juin 1783).
  - Ernest Cœurderoy, journaliste et écrivain français (° 21 janvier 1825).
- 1886 :
  - Jules Bouis, chimiste français (° 2 avril 1822).
  - Jules Delelis, homme politique français (° 3 juin 1827).
  - Frederick Guthrie, physicien britannique (° 15 octobre 1833).
  - José Hernández, poète argentin (° 10 novembre 1834).

### XXesiècle
- 1916 : Karl Stürgkh, homme politique autrichien, Premier ministre d’Autriche de 1911 à 1916 (° 30 octobre 1859).
- 1944 : Hilma af Klint, artiste suédoise, théosophe et pionnière de l'art abstrait (° 26 octobre 1862).
- 1948 : Elissa Landi (Elisabeth Marie Christine Kühnelt dite), actrice américaine d'origine italienne (° 6 décembre 1904).
- 1965 : William Patton « Bill » Black, Jr., musicien américain (° 17 septembre 1926).
- 1967 : Ejnar Hertzsprung, chimiste et astronome danois (° 8 octobre 1873).
- 1969 :
  - Jack Kerouac, écrivain américain (° 12 mars 1922).
  - Waclaw Sierpinski, mathématicien polonais (° 14 mars 1882).
- 1970 : Eugène Lapierre, compositeur québécois (° 8 juin 1899).
- 1978 : Anastase Mikoyan (Анастас Иванович Микоян), homme politique soviétique, président du Præsidium du Soviet suprême de l'URSS de 1964 à 1965 (° 13 novembre 1895).
- 1980 : Hans Asperger, psychiatre autrichien (° 18 février 1906).
- 1984 : François Truffaut, cinéaste français, deux jours avant son acteur Oskar Werner (° 6 février 1932).
- 1989 : Jean Image (Émeric André Hajdu ou Imre Hajdú dit), réalisateur français (° 26 janvier 1910).
- 1992 : Earling Carothers « Jim » Garrison, magistrat américain (° 20 novembre 1921).
- 1993 : 
  - Melchior Ndadaye, homme politique burundais, président de la République du Burundi en 1993, assassiné infra (° 28 mars 1953).
  - Denise Proulx, actrice canadienne (° 1er février 1928).
- 1995 : Maxene Andrews des Andrews Sisters (° 3 janvier 1916), chanteuses américaines.
- 1996 : Lucille Desparois, alias Tante Lucille, auteure et animatrice de radio et de télévision québécoise (° 16 mars 1909).
- 1999 : Paul Vatine, navigateur français, disparu en mer en course (° 20 juillet 1957).

### XXIesiècle
- 2001 : Jean-François Chiappe, historien et producteur de radio et de télévision français (° 30 novembre 1931).
- 2002 :
  - George Hall, acteur canadien (° 19 novembre 1916).
  - François Soubeyran, chanteur français du quatuor vocal des Frères Jacques (° 19 août 1919).
- 2003 :
  - Fred Berry, acteur américain (° 19 mars 1951).
  - Jean Hélène (Christian Baldensperger dit), journaliste français (° 8 août 1953).
  - Pierre Riboulet, architecte français (° 20 juillet 1928).
  - Steven Paul « Elliott » Smith, musicien américain (° 6 août 1969).
- 2012 : George McGovern, homme politique américain (° 19 juillet 1922).
- 2014 : 
  - Benjamin Bradlee, journaliste américain (° 26 août 1921).
  - Gough Whitlam, homme politique australien, Premier ministre d'Australie de 1972 à 1975 (° 11 juillet 1916).
- 2016 : 
  - Jean Gagné, lutteur puis gérant canadien (° 25 mai 1950).
  - Clément Michu, acteur français (° 27 novembre 1936).
- 2018 : 
  - Robert Faurisson, militant négationniste français (° 25 janvier 1929).
  - Joachim Rønneberg, résistant norvégien, ayant saboté la bombe atomique nazie (° 30 août 1919).
- 2020 : Frank Horvat, photographe français.
- 2021 : 
  - Bernard Haitink, chef d'orchestre.
- 2022 : Lori Saint-Martin, écrivaine, traductrice et critique littéraire québécoise (° 20 novembre 1959).
- 2023 :
  - Leïla Baalbaki, romancière libanaise (° 1934).
  - Bobby Charlton, footballeur international anglais (° 11 octobre 1937).
  - Joan Evans, actrice américaine (° 18 juillet 1934).
  - Bill Hayden, homme politique australien (° 23 janvier 1933).
  - Stephen Kandel, scénariste américain (° 29 avril 1927).
  - Joseph Ostermann, homme politique français (° 26 novembre 1937).
  - Betsy Rawls, golfeuse américaine (° 4 mai 1928).
  - Sergio Staino, auteur de bande dessinée et réalisateur italien (° 8 juin 1940).
  - Natalie Zemon Davis, historienne américano-canadienne (° 8 novembre 1928).
- 2024 :
  - Christine Boisson, actrice française (° 8 avril 1956).
  - Paul Di'Anno, musicien chanteur et parolier britannique (° 17 mai 1958).
  - Massimiliano Frezzato, scénariste et dessinateur de bande dessinée italien (° 12 mai 1967).

## Célébrations

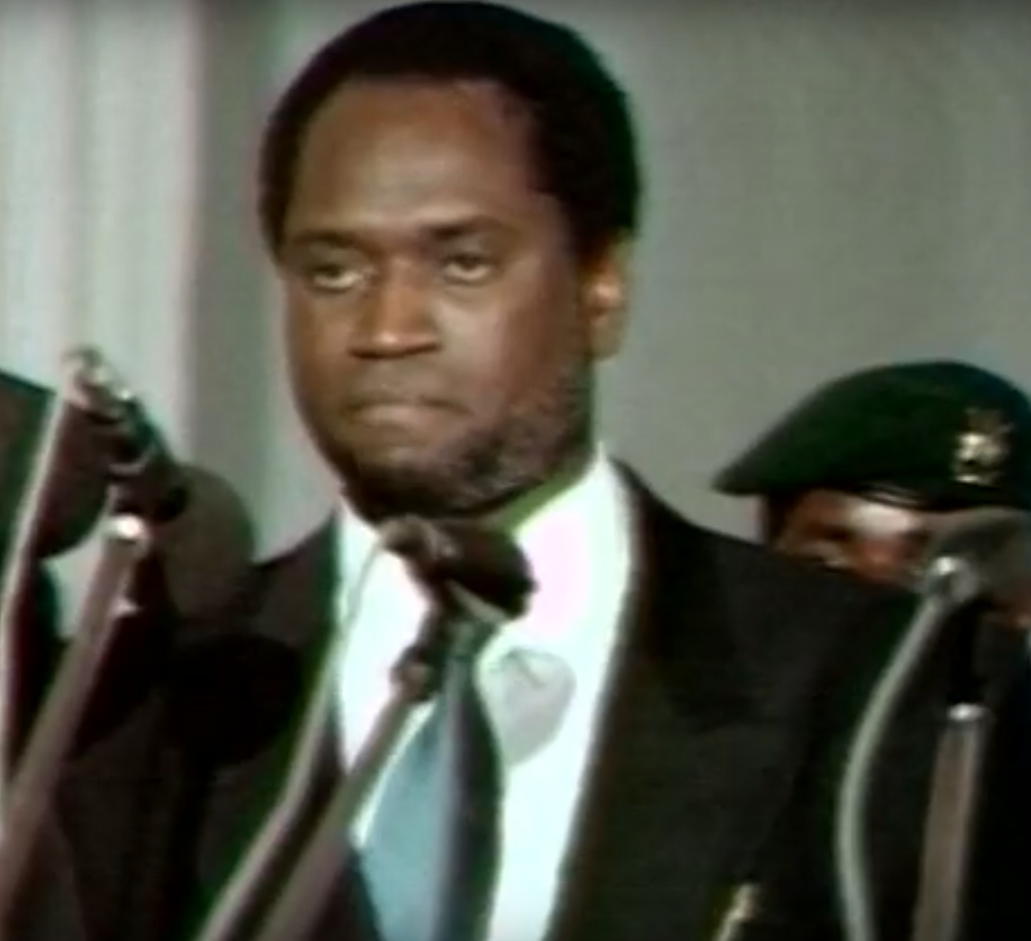
Le 1er président élu du Burundi Melchior Ndadaye

- Burundi : Ndadaye Day ou commémoration de l'assassinat en 1993 ci-avant dudit 1er président élu démocratiquement au Burundi Melchior Ndadaye (photographié ci-contre).
- Égypte : jour de la Marine (en).
- Honduras : jour des Forces armées (en).
- Royaume-Uni : 
  - jour de la pomme (en) ;
  - Trafalgar Day célébrant la victoire remportée par une flotte du vice-amiral Horatio Nelson sur une flotte franco-espagnole, tout en commémorant la mort du précédent lors de la même bataille de Trafalgar de 1805.

### Saints des Églises chrétiennes

#### Catholiques et orthodoxes
Saints du jour, :
- Afrige († 303), et ses compagnons Machaire, Dicée, Procule, martyrs à Nicée.
- Anatole († 500), évêque de Cahors.
- Astier († 640), ermite dans la ville éponyme.
- Céline de Laon († 458), épouse du comte de Laon, mère de saint Remi de Reims et de Principe de Soissons.
- Céline de Meaux († 530), vierge et amie de Sainte Geneviève.
- Condède († 685), moine de l'abbaye de Fontenelle, puis fondateur et abbé du Monastère de Belcinac.
- Dase, † 303 avec Zotique, Caïus / Dasius, Zoticus et Gaius (it) ainsi que 12 autres soldats martyrs à Nicomédie en actuelle Turquie alors Asie mineure hellénophone occupée par l'Empire romain.
- Domnole († VIIe siècle), prêtre au diocèse d'Auxerre.
- Fintan de Munnu († 635), moine fondateur de l'abbaye de Teach-Munnu (aujourd'hui Taghmon), en Irlande.
- Georges (723), Jean, Julien, et leurs compagnons, martyrs à Jérusalem par les sarrasins.
- Hilarion de Gaza († 372), disciple de saint Antoine le Grand.
- Hugues († 910), abbé du monastère d'Ambronay.
- Malchus de Maronie († 378), moine près d'Antioche, fêté le 24 novembre en Orient.
- Mauront de Marseille († 782), abbé du monastère de Saint Victor, puis évêque de Marseille.
- Modeste († 305), et 272 martyrs, à Naples.
- Séverin de Cologne († Ve siècle), évêque de Cologne et patron de cette ville, ainsi que des tisserands.
- Unni († 936), archevêque de Hambourg.
- Ursule de Cologne († 383), et ses compagnes martyres, à Cologne.
- Viateur de Lyon († 390), lecteur et catéchiste à Lyon, disciple de saint Just, évêque de Lyon.
- Walfroy le Stylite († 595), apôtre des Ardennes, moine stylite.

#### Saints et bienheureux catholiques
Saints et béatifiés du jour :
- Berthold († 1106), frère convers bénédictin à Parme.
- Charles Ier († 1922), bienheureux et dernier empereur d'Autriche.
- Gébizon († 1082), bénédictin au Mont-Cassin.
- Genaro Fueyo Castañón et ses compagnons († 1936), bienheureux prêtre espagnol mort martyr lors de la guerre civile espagnole.
- Guillaume Della Torre (it) († 1226), évêque de Côme.
- Imaine de Looz († 1270), épouse de Godefroid III de Louvain, puis bénédictine.
- Jacques de Strepa († 1409), bienheureux évêque polonais.
- Joseph Puglisi († 1993), prêtre martyr, assassiné par la mafia.
- Laura Montoya († 1949), fondatrice des missionnaires de Marie Immaculée et de Sainte Catherine de Sienne, 1re sainte colombienne.
- Nicolas Barré († 1686), bienheureux minime français, fondateur des sœurs de l'Enfant-Jésus.
- Pierre Capucci († 1445), bienheureux dominicain italien à Cortone[10].
- Pierre Yu Tae-ch'ol († 1839), fils de saint Augustin Yo Chin-gil, martyr à 13 ans à Séoul.

#### Saint orthodoxe
- Hilarion de Kiev († vers 1055), métropolite de Kiev[9], aux dates éventuellement "juliennes" ou orientales.
- Hilarion de Moglène († 1164), moine, évêque et évangélisateur.
- Jean de Monembasia († 1773), martyr.
- Philothée l'athonite (XIVe siècle), Moine au mont Athos.
- Visarion, Opréa et Sophonie (XVIIIe siècle), Martyrs.

### Prénoms
Bonne fête aux Céline et ses variantes : Celina, Célina, Celine, Célinie.
Et aussi aux :
- Caïus, Dase, Zotique, et leurs variantes linguistiques polyglottes ;
- aux Sterenn,
- Ursule (à dictons ci-après) et ses variantes : Ursula, Ursuline, Ursin(e/-a/-o).
- Aux Viateur,
- Walfroy.

## Traditions et superstitions

### Astrologie
- Signe du zodiaque : vingt-huitième jour du signe astrologique de la Balance.

### Dictons du jour
- « À la sainte-Ursule, le froid recule. »[11]
- « À la sainte-Ursule, le temps parfois est un petit printemps. » (possible contexte d'été indien comme les 13 septembre, 29 septembre, 15 octobre, 11 novembre etc., dans l'hémisphère nord terrestre)

## Toponymie
Les noms de plusieurs voies, places, sites ou édifices, de pays ou régions francophones contiennent cette date sous diverses graphies : voir Vingt-et-Un-Octobre .